# آندری کاریاکا
آندری کاریاکا (روسی: Андрей Константинович Каряка؛ زادهٔ ۱ آوریل ۱۹۷۸) یک بازیکن فوتبال اهل روسیه است.
از باشگاه‌هایی که در آن بازی کرده‌است می‌توان به دینامو مسکو و بنفیکا اشاره کرد.
وی همچنین در تیم ملی فوتبال روسیه بازی کرده‌است.